# Semisuturia flavifrons
Semisuturia flavifrons är en tvåvingeart som först beskrevs av Malloch 1930.  Semisuturia flavifrons ingår i släktet Semisuturia och familjen parasitflugor. Inga underarter finns listade i Catalogue of Life.